# 5710 Silentium
5710 Silentium este un asteroid din centura principală, descoperit pe 18 octombrie 1977, de Paul Wild.